# Igeltjärnen (Gustav Adolfs socken, Värmland, 666289-138711)
Igeltjärnen är en sjö i Hagfors kommun i Värmland och ingår i Göta älvs huvudavrinningsområde.